# Tadeusz Deschu
Tadeusz Michał Deschu, ps. „Bezmian” (ur. 22 sierpnia 1893 we Lwowie) – podpułkownik piechoty Wojska Polskiego, kawaler Orderu Virtuti Militari.

## Życiorys
Urodził się w rodzinie Michała i Marii. Z zawodu był nauczycielem ludowym.
Po wybuchu I wojny światowej, 3 sierpnia 1914 wstąpił do Legionów Polskich. Został dowódcą 2 plutonu w 2 kompanii IV batalionu 1 pułku piechoty w składzie I Brygady, od 18 grudnia 1914 służył w 3 kompanii II batalionu 5 pułku piechoty w składzie I Brygady, w którym od 1915 był dowódcą II plutonu w 2 kompanii II batalionu. Brał udział w bitwie pod Łowczówkiem. Został awansowany do stopnia podporucznika piechoty 1 stycznia 1915 (formalnie mianowanie w 1916), później do stopnia porucznika piechoty 1 listopada 1916. Po zwolnieniu z Legionów 16 września 1917, rozpoczął działalność w Polskiej Organizacji Wojskowej. U schyłku wojny 31 października 1918 został dowódcą pogotowia POW w Domu Akademickim we Lwowie, brał udział w walkach o Lwów podczas wojny polsko-ukraińskiej służąc w stopniu porucznika w oddziale technicznym Naczelnej Komendy w rejonie 30, na odcinku V oraz w składzie pociągu pancernego „PP3”.
Po odzyskaniu przez Polskę niepodległości wstąpił do Wojska Polskiego. Brał udział w wojnie polsko-bolszewickiej w szeregach 1 Dywizji Piechoty Legionów, a po mianowaniu majorem piechoty był dowódcą 201 pułku piechoty. Podczas walk został ranny i od września 1920 przebywał na leczeniu w Warszawie.
Po rekonwalescencji od 1921 służył w 2 pułku Strzelców Podhalańskich w Sanoku. Z uwagi na stan zdrowia pełnił służbę w Powiatowej Komendzie Uzupełnień Stanisławów na stanowisku I referenta. W maju 1923 roku został przydzielony do PKU Kamionka Strumiłowa na stanowisko komendanta. W listopadzie 1924 został przydzielony PKU Stanisławów na stanowisko komendanta. 12 kwietnia 1927 roku został mianowany podpułkownikiem ze starszeństwem z dniem 1 stycznia 1927 roku i 9. lokatą w korpusie oficerów piechoty. W marcu 1928 roku przydzielony został do PKU Warszawa Miasto IV na stanowisko komendanta. W listopadzie 1928 roku został przeniesiony służbowo do Biura Uzupełnień Ministerstwa Spraw Wojskowych w Warszawie na stanowisko szefa wydziału. W 1939 roku pełnił służbę w Departamencie Uzupełnień MSWojsk. na stanowisku oficera sztabowego do spraw inspekcji komend rejonów uzupełnień.
Był współautorem publikacji pt. Powszechny obowiązek wojskowy w Polsce z 1930 (wydanie kolejne w 1935).
Po wybuchu II wojny światowej i kampanii wrześniowej 1939 przedostał się na Węgry, gdzie został internowany. Po zajęciu terenów węgierskich przez Niemców dostał się do niewoli niemieckiej. Po zakończeniu wojny przystąpił do Polskich Sił Zbrojnych.

## Ordery i odznaczenia
- Krzyż Srebrny Orderu Wojskowego Virtuti Militari nr 4584 (18 lutego 1922)[13]
- Krzyż Niepodległości z Mieczami (7 lipca 1931)[14]
- Krzyż Walecznych (czterokrotnie)[15]
- Złoty Krzyż Zasługi (10 listopada 1928)[16]